# Gustav Ludwig
Gustav Ludwig (Nauheim, 1854 – Venezia, 15 gennaio 1905) è stato uno storico dell'arte, fotografo e medico tedesco specializzato nel Rinascimento veneziano.

## Biografia

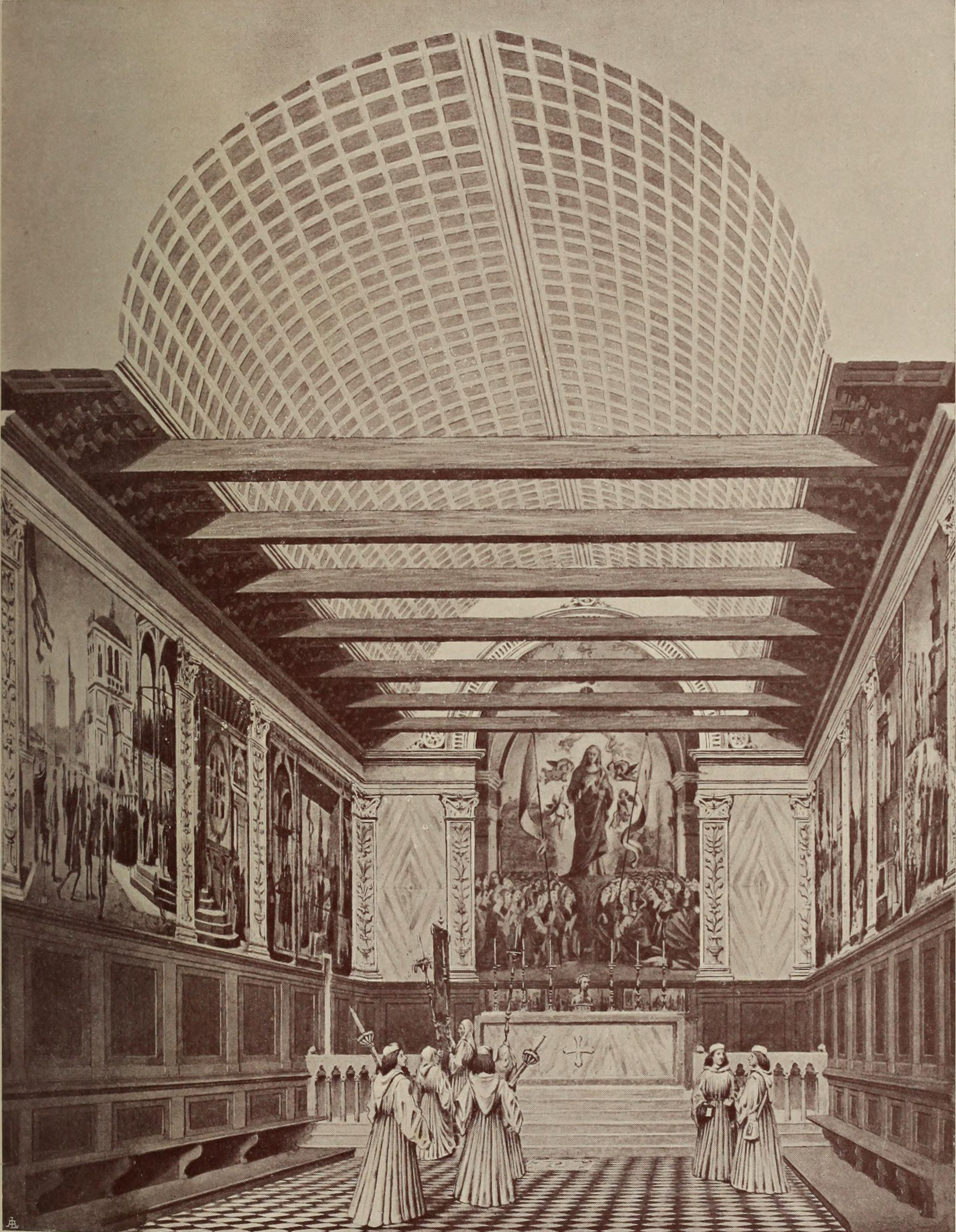
Fotomontaggio a cura di Gustav Ludwig per un'ipotesi di ricostruzione del ciclo di Carpaccio nella scuola di Sant'Orsola

Gustav Ludwig, finiti a 22 anni gli studi di medicina, si trasferì per praticare la professione a Londra. Qui grazie alle continue esposizioni e all'amicizia con lo storico dell'arte Jean Paul Richter iniziò la sua passione per gli studi artistici. Nel 1895 gravi problemi di salute lo costrinsero a rinunciare alla professione e a lasciare Londra. Giunto a Vienna ebbe modo di seguire le elezioni di Theodor von Frimmel e frequentare il Lehr- und Versuchsanstalt für Photographie und Reproduktionsverfahren (Istituto per l’insegnamento e la ricerca sulla fotografica e i procedimenti di riproduzione).
Successivamente si trasferì a Venezia dove visse i suoi ultimi anni e dove si dedicò alle ricerche d'archivio intrattenendo una fitta corrispondenza con altri stimati storici dell'arte come Wilhelm von Bode, Jean Paul Richter, Roger Fry, Aby Warburg e altri; corrispondenze recentemente raccolte e analizzate da Martin Gaier.
Alla sua morte, avvenuta nel 1905, le sue carte unite al ricco archivio fotografico furono lasciate al Kunsthistorisches Institut in Florenz che Ludwig aveva contribuito a fondare nel 1897. 
Molto stimato in vita ma oggi pressoché dimenticato, rimane interessante per la sua pionieristica attenzione alle potenzialità della fotografia nell'analisi delle opere d'arte: come Vasari utilizzava il disegno per la propria documentazione così Ludwig usava la fotografia per sviluppare e comunicare i suoi processi interpretativi. Il fotomontaggio, realizzato con l'aiuto di fotografi come Filippi e di ignoti disegnatori, in particolare poteva, e veniva, usato per ricontestuallizzare opere rimosse dall'ambiente originario o smontate e sparse in collezioni diverse. Significative in questo senso sono le sue ricostruzioni del ciclo di Carpaccio in un ipotetico interno della scuola di Sant'Orsola oppure il ciclo di Bonifacio de' Pitati per il palazzo dei Camerlenghi.

## Opere
- Gustav Ludwig e Pietro Paoletti, Neue archivalische Beitrage zur Geschichte der venezianischen Malerei : die Gemalde und Mosaiken Lazzaro Bastianis und seiner Werkstatt [Nuovi contributi d'archivio alla storia della pittura veneziana: i dipinti e i mosaici di Lazzaro Bastiani e della sua bottega], Berlino,  Spermann, 1900
- Gustavo Ludwig, Contratti fra lo stampador Zuan di Colonia ed i suoi socii e inventario di una parte del loro magazzino, Venezia, Emiliana, 1901
- Gustav Ludwig, Documente uber bildersendungen von Venedig nach Wien in den jahren 1816 un 1838 aus dem Archivio di Stato zu Venedig [Documenti dall'Archivio di Stato di Venezia sulle spedizioni di immagini da Venezia a Vienna negli anni dal 1816 al 1838], Vienna, Praga, Lipsia, 1901
- Gustav Ludwig und Wilhelm von Bode, Die Altarbilder der Kirche S. Michele di Murano und das Auferstehungsbild des Giovanni Bellini in der Berliner Galerie [Le pale d'altare della chiesa di S. Michele di Murano e il dipinto della Resurrezione di Giovanni Bellini nella Galleria di Berlino], in Jahrbuch der Koniglich Preussischen Kunstsammlungen, 1903
- Pompeo Molmenti et Gustave Ludwig, Vittore Carpaccio et la Confrerie de Sainte Ursule a Venise [Vittore Carpaccio e la confraternita di Sant'Orsola a Venezia], Firenze,  Bemporad, 1903
- Pompeo Molmenti e Gustavo Ludwig, Arte retrospettiva: la patria dei pittori Carpaccio, in Emporium, 1904
- Pompeo Molmenti e Gustavo Ludwig, Arte retrospettiva: la madonna degli alberetti, in Emporium, 1904
- Gustav Ludwig, Venezianischer Hausrat zur Zeit der Renaissance : Einleitung und Abhandlung uber das Restello [Le suppellettili veneziane al tempo del Rinascimento: introduzione e trattato sul restello], Berlino, Cassirer, 1906
- Gustavo Ludwig e Pompeo Molmenti, Vittore Carpaccio : la vita e le opere, Milano, Hoepli, 1906